# Ronde van Lombardije 1947
De Ronde van Lombardije 1947 was de 41e editie van deze eendaagse Italiaanse wielerwedstrijd, en werd verreden op zondag 26 oktober 1947. Het parcours leidde van Milaan naar Milaan en ging over een afstand van 222 kilometer. De wedstrijd werd gewonnen door de Italiaan Fausto Coppi na een solo van 70 kilometer.

## Uitslag
| Ronde van Lombardije 1947 |                  |                  |          |
| Plaats                    | Naam             | Ploeg            | Tijd     |
| Winnaar                   | Fausto Coppi     | Bianchi          | 5u51'55" |
| 2                         | Gino Bartali     | Legnano          | +5'24"   |
| 3                         | Italo De Zan     | Lygie            | z.t.     |
| 4                         | Sergio Pagliazzi |                  | +7'00"   |
| 5                         | Louis Thiétard   | Métropole-Dunlop | z.t.     |
| 6                         | Adolfo Leoni     | Bianchi          | +8'45"   |
| 7                         | Briek Schotte    | Groene Leeuw     | z.t.     |
| 8                         | Mario Ricci      | Legnano          | z.t.     |
| 9                         | Egidio Marangoni | Wally            | z.t.     |
| 10                        | Fermo Camellini  | Olmo             | z.t.     |

1905 · 1906 · 1907 · 1908 · 1909 · 1910 · 1911 · 1912 · 1913 · 1914 · 1915 · 1916 · 1917 · 1918 · 1919 · 1920 · 1921 · 1922 · 1923 · 1924 · 1925 · 1926 · 1927 · 1928 · 1929 · 1930 · 1931 · 1932 · 1933 · 1934 · 1935 · 1936 · 1937 · 1938 · 1939 · 1940 · 1941 · 1942 · 1943 · 1944 · 1945 · 1946 · 1947 · 1948 · 1949 · 1950 · 1951 · 1952 · 1953 · 1954 · 1955 · 1956 · 1957 · 1958 · 1959 · 1960 · 1961 · 1962 · 1963 · 1964 · 1965 · 1966 · 1967 · 1968 · 1969 · 1970 · 1971 · 1972 · 1973 · 1974 · 1975 · 1976 · 1977 · 1978 · 1979 · 1980 · 1981 · 1982 · 1983 · 1984 · 1985 · 1986 · 1987 · 1988 · 1989 · 1990 · 1991 · 1992 · 1993 · 1994 · 1995 · 1996 · 1997 · 1998 · 1999 · 2000 · 2001 · 2002 · 2003 · 2004 · 2005 · 2006 · 2007 · 2008 · 2009 · 2010 · 2011 · 2012 · 2013 · 2014 · 2015 · 2016 · 2017 · 2018 · 2019 · 2020 · 2021 · 2022 · 2023 · 2024 · 2025